# 関根祥六
関根 祥六（せきね しょうろく、1930年（昭和5年）10月28日 - 2017年（平成29年）2月22日）は、シテ方観世流能楽師。埼玉県越谷市（旧・南埼玉郡蒲生村）出身。
関根隆助の六男。兄関根直孝及び二十五世宗家観世左近に師事。
重要無形文化財「能楽」保持者（総合認定）。芸術祭優秀賞受賞。紫綬褒章受章。2002年日本芸術院賞受賞。2010年旭日小綬章受章。2016年観世流から、功績の顕著な能楽師にのみ許される「雪号」を授与され、祥雪を名乗っていた。
長男が関根祥人（2010年、50歳で急逝）。

## 著書
- 『芸三代 心を種として 能楽師関根祥六・祥人・祥丸』広瀬飛一写真 小学館スクウェア 2009

## DVD
- 『特選 NHK能楽鑑賞会 観世流「烏帽子折」』関根祥六 関根祥人 関根祥丸、NHKエンタープライズ
- 『能楽名演集 能「松風～見留」』関根祥六 関根祥人 森茂好 山本則直、NHKエンタープライズ
- 『能楽 世阿弥・観阿弥 名作集 「砧」』関根祥六 関根祥人 宝生閑 宝生欣哉 野村萬斎、NHKエンタープライズ